# 皮薩拉 (帕拉州)
皮薩拉（葡萄牙語：Piçarra），是巴西的城鎮，位於該國北部，由帕拉州負責管轄，始建於1995年12月29日，面積3,312平方公里，海拔高度215米，2012年人口12,720，人口密度每平方公里3.84人。